# Lichtbeelden Instituut

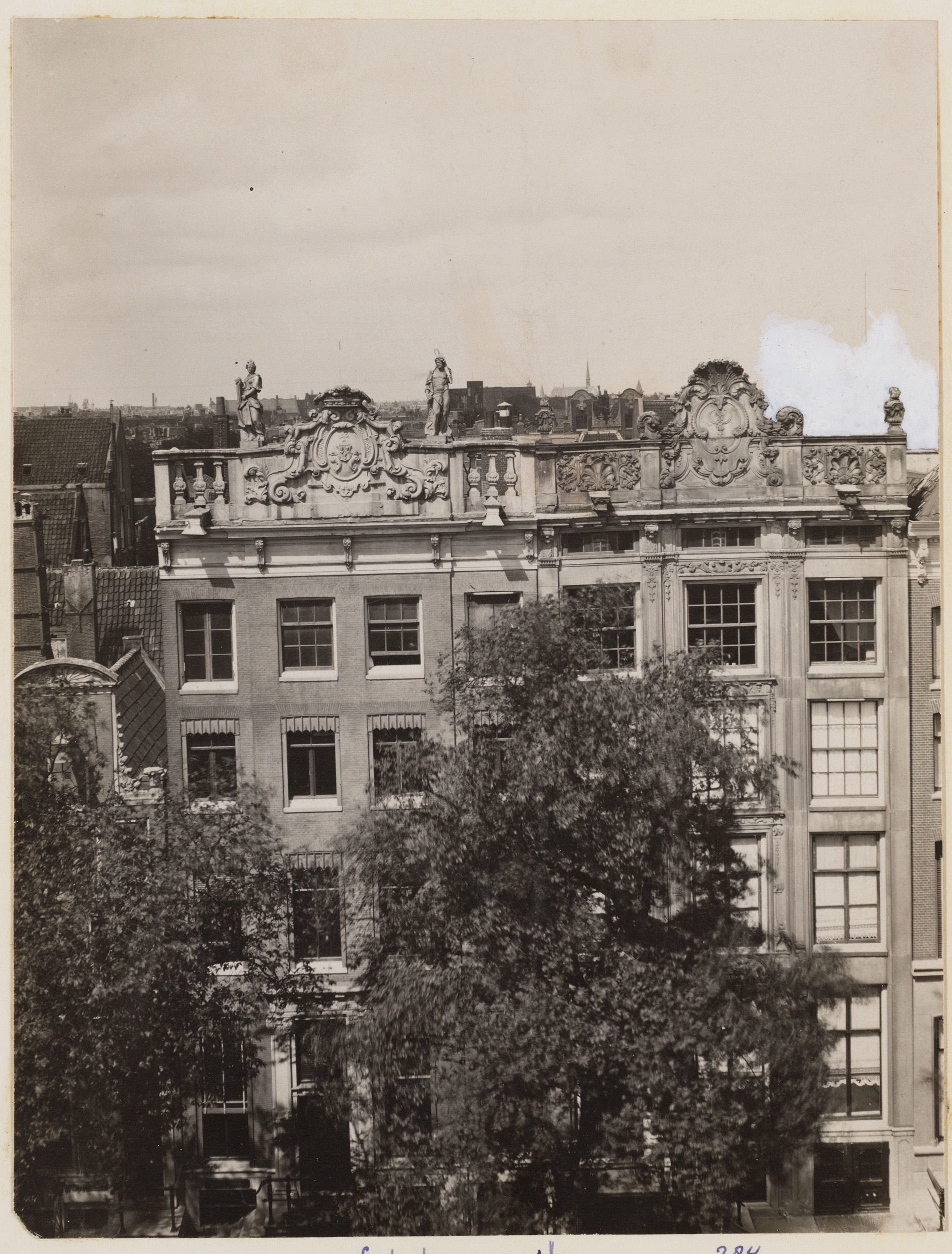
Foto van Herengracht 284-286, gemaakt door het Lichtbeelden Instituut (ca. 1940)

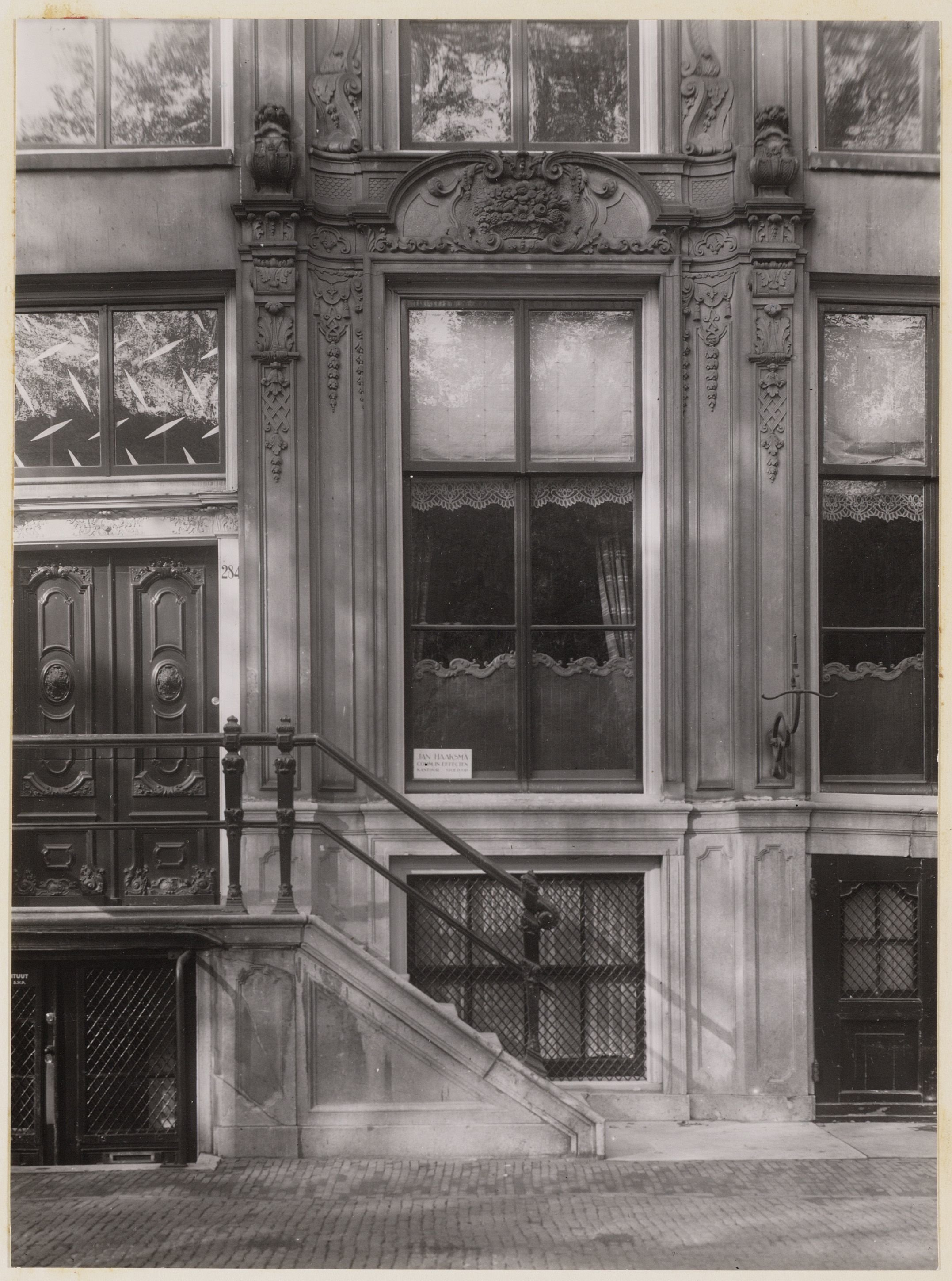
Foto van Herengracht 284, gemaakt door het Lichtbeelden Instituut (ca. 1940)

Het Lichtbeelden Instituut (later ook: Stichting Centraal Projectie Instituut) was een instelling in Amsterdam die projecteerbare fotografische opnamen verzamelde, beheerde en uitleende. Het was een beeldbank met een grote verzameling analoge afbeeldingen, voornamelijk op het gebied van kunst- en cultuurgeschiedenis. Het instituut was tijdens zijn actieve jaren een bekende instelling, gevestigd in een grachtenpand in het centrum van Amsterdam. Delen van de collectie zijn na de opheffing van het instituut in andere collecties en archieven bewaard.

## Geschiedenis
Aan het einde van de 19e eeuw werden er op verschillende plaatsen in Nederland instellingen opgericht die de verhuur of uitlening van "lantaarnplaten" en vaak ook lantaarns (projectoren) tot doel hadden. Het door mej. Philips in 1897 gestichte fonds om het vertonen van lantaarnplaatjes bij lezingen in het verenigingsgebouw van "Ons Huis" aan de Rozenstraat mogelijk te maken groeide uit tot een aparte vereniging, de Lichtbeelden-Vereeniging. Bewaard gebleven lantaarnplaten uit de periode 1900-1925 betreffen vooral oude culturen en verre landen, zoals opnames uit Egypte en Rusland. Voor de kunsthistorische colleges van Jan Six aan de Universiteit van Amsterdam werd in 1929 een groot aantal diapositieven gemaakt. De vereniging publiceerde catalogi met beschrijvingen van de lichtbeelden-series die gehuurd konden worden voor lezingen, vaak met bijbehorende teksten.
In 1935 brachten Theodora de Gijselaar (1881-1941), telg uit de niet-adellijke tak van het geslacht De Gijselaar, en Johanna Hintzen (1889-1969), telg uit de patriciaatsfamilie Hintzen, hun vermogen onder in de stichting Lichtbeelden Instituut. Doel was "de volksontwikkeling te bevorderen, door het beschikbaar stellen van lichtbeelden, foto’s en al hetgeen de fotografische techniek daar verder aan kan bijdragen, een en ander in de ruimste zin des woords". De Gijselaar en Hintzen waren beide directeur van het instituut. Het instituut was gevestigd in het Van Brienenhuis, Herengracht 284, eigendom van de Vereniging Hendrick de Keyser. De collectie werd steeds uitgebreid.
Het Lichtbeelden Instituut had eigen fotografen en doka-assistenten in dienst, en verwierf foto's en lantaarnplaten van fotografen in Nederland. De lichtbeelden werden veel gebruikt in het (universitaire) onderwijs, met name studenten van de Rijksakademie van Beeldende Kunsten en het Kunsthistorisch Instituut van de Universiteit van Amsterdam maakten veel gebruik van de collectie. De afbeeldingen waren ook beschikbaar voor gebruik in publicaties.
Delen van de collectie, die niet meer geschikt werden geacht voor actief gebruik, werden afgestoten. In de jaren vijftig gingen ca. 25.000 grootbeelddia’s naar het Kunsthistorisch Instituut van de Universiteit van Amsterdam, dat naar aanleiding hiervan een eigen afdeling oprichtte voor het beheren en maken van dia's. De diatheek van het Kunsthistorisch Instituut is opgenomen in de Bijzondere Collecties van de Universiteit van Amsterdam. In 1966 gingen ca. 800 glasnegatieven en lantaarnplaatjes naar het Gemeentearchief Amsterdam (Nederlandse onderwerpen van vóór 1940: Artis, de Hortus, Hoogovens, sluisbouw, Algemeen Handelsblad).
In 1960 werd het Lichtbeelden Instituut samengevoegd met de Diatheek van de Rijksakademie van Beeldende Kunsten, sinds 1992 gevestigd in de voormalige Amsterdamse Cavaleriekazerne. In de jaren 1970 werd het instituut definitief gesloten. Een groot deel van de collectie (vooral kleinbeelddia's) bleef bij de Rijksakademie. Andere delen werden ondergebracht bij de Universiteit Utrecht en het Stadsarchief Amsterdam.

## Enkele medewerkers en betrokkenen
- Theodora Clementine de Gijselaar: oprichter, directeur (1935-1941)
- Johanna Dorina Hintzen: oprichter, directeur (1935-??)
- Iohan Quirijn van Regteren Altena (directeur Kunsthistorisch Instituut UvA): voorzitter stichting (vanaf 1935)[5]
- Elisabeth Menalda: hoofdassistent (1938-1940)[11]
- Caroline Adrienne Wertheim: medewerker (jaren 1940)[12]
- Menno Huizinga: fotograaf (vanaf 1945)
- Jan van der Meulen: fotograaf (1953-1955)[13]
- Pieter J.J. van Thiel: directeur (??-1961; daarna directeur Schilderijen in het Rijksmuseum Amsterdam en oprichter Rembrandt Research Project)[14]
- Rudi Ekkart, directeur RKD: voorzitter (1992-1999) Stichting De Kavallerie, voorheen Lichtbeeldeninstituut (bibliotheek, diatheek, collecties Rijksakademie van Beeldende Kunsten)[15][16]

## Publicaties (selectie)
- Catalogus der Lichtbeelden-Vereeniging, Centraal bureau voor lantaarnplaten (1917) digitaal beschikbaar in Allard Pierson
- Catalogus der Lichtbeelden-Vereeniging (1921-1925) in Universiteitsbibliotheek van Amsterdam
- Lichtbeelden-Instituut : overzicht van de lichtbeeldencollectie 1938 in Leiden University Libraries Digital Collections
- Jaarverslagen (mogelijk beschikbaar in Universiteitsbibliotheek van Amsterdam)